# توماس رينكون
توماس إدواردو رينكون هيرنانديز (بالإسبانية: Tomás Eduardo Rincón Hernández)‏ هو لاعب كرة قدم فنزويلي من مواليد (13 يناير 1988) بدأ مسيرته في أوروبا مع هامبورغ الألماني وبقى 4 مواسم قبل ينتقل في 2014 للكالتشيو وتحديداً لنادي جنوى. وفي يناير 2017 إنتقل رينكون لبطل إيطاليا نادي يوفنتوس، يتميز رينكون بالقوة والصلابة البدنية. القيمة السوقية لتوماس رينكون تقدر ب80/70 مليون يورو ولكن اللاعب رفض بشكل قاطع ان ينتقل بهذه القيمة وبرر ذلك قائلاً: هناك أطفال يموتون من الجوع وانا انتقل ب80 مليون! بعدها انتقل ليوفنتوس ب8 مليون فقط.

## روابط خارجية
- توماس رينكون على موقع الاتحاد الدولي (مؤرشف)  (الإنجليزية)
- توماس رينكون على موقع الاتحاد الأوربي (الإنجليزية)
- توماس رينكون على موقع إي إس بي إن إف سي (الإنجليزية)
- توماس رينكون على موقع قاعدة بيانات كرة القدم.إي يو (الإنجليزية)
- توماس رينكون على موقع بيانات كرة القدم. دي إي (الألمانية)
- توماس رينكون على موقع ناشيونال فوتبول تيمز (الإنجليزية)
- توماس رينكون على موقع Soccerway.com (الإنجليزية)
- توماس رينكون على موقع عالم كرة القدم.نت (الإنجليزية)
- توماس رينكون على موقع كووورة
- توماس رينكون على موقع AS.com (الإسبانية)